# Dennis Koslowski
Dennis Koslowski (Watertown, Južna Dakota, SAD, 16. kolovoza 1959.), američki hrvač grčko-rimskim stilom. Natjecao se u težinskoj kategoriji do 100 kg. Osvajač je olimpijskog srebra (Barcelona 1992.) i bronce (Seoul 1988.) te doprvak svijeta i Panameričkih igara.

## Vanjske poveznice
- Sports-reference.com  Arhivirana inačica izvorne stranice od 14. studenoga 2012. (Wayback Machine)
- Uspjesi Dennisa Koslowskog